# Dreamer (álbum de Bobby Bland)
Dreamer es el noveno álbum de estudio en solitario del cantante estadounidense Bobby Bland. Fue publicado el 17 de junio de 1974 a través del sello ABC/Dunhill Records.

## Recepción de la crítica
Un escritor no especificado de la revista Cash Box declaró: “Siempre es un placer escuchar a Bobby Bland actuar, ya sea en persona o en un disco, porque siempre aporta entusiasmo a todo lo que hace. Su último LP de ABC/Dunhill es un extraordinario tour de force en el que ‘Mr. Blue’ canta una serie de selecciones de artistas como Michael Price, Dan Walsh, Steve Barri, Michael Omartian y Daniel Moore”. Un escritor no especificado de Record World escribió: “La producción de Steve Barri es espectacular, lo que permite que predomine la sincera voz de Bland”.

## Lista de canciones
| Lado uno |                                                   |                                          |          |  |
| N.º      | Título                                            | Escritor(es)                             | Duración |  |
| 1.       | «Ain't No Love in the Heart of the City»          | Michael Price Dan Walsh                  | 3:51     |  |
| 2.       | «I Wouldn't Treat a Dog (The Way You Treated Me)» | Price Walsh Steve Barri Micheal Omartian | 3:15     |  |
| 3.       | «Lovin' on Borrowed Time»                         | Nita Garfield Charlotte Ann Matheny      | 3:19     |  |
| 4.       | «The End of the Road»                             | Oscar Perry                              | 3:06     |  |
| 5.       | «I Ain't Gonna Be the First to Cry»               | Price Walsh Mitch Bottler                | 3:36     |  |

| Lado dos |                          |                            |          |  |
| N.º      | Título                   | Escritor(es)               | Duración |  |
| 1.       | «Dreamer»                | Jerry Zaremba              | 4:09     |  |
| 2.       | «Yolanda»                | Daniel Moore               | 3:43     |  |
| 3.       | «Twenty-Four Hour Blues» | Price Walsh Barri          | 3:59     |  |
| 4.       | «Cold Day in Hell»       | Perry                      | 2:43     |  |
| 5.       | «Who's Foolin' Who?»     | Price Walsh Barri Omartian | 4:18     |  |

## Créditos y personal
Créditos adaptados desde las notas de álbum de Dreamer.
Músicos
- Michael Omartian – piano, órgano, clavinet, sintetizador ARP
- Ben Benay – guitarra
- Larry Carlton – guitarra
- Dean Parks – guitarra
- Ed Greene – batería
- Wilton Felder – bajo eléctrico
- Sid Sharp – concertino
- Ginger Blake – coros
- Julia Tillman – coros
- Maxine Willard – coros

Personal técnico
- Steve Barri – productor
- Phil Kaye – ingeniero de audio
- Howard Gale – ingeniero de audio
- Roger Nichols – ingeniero de audio
- Earl Klasky – diseño
- Ken Veeder – fotografía

## Posicionamiento
| Gráfica (1974)                            | Pico de posición |
| ----------------------------------------- | ---------------- |
| Estados Unidos (Billboard Top LPs & Tape) | 172              |
| Estados Unidos (Billboard Soul LPs)       | 5                |